# Morton Brown
Morton Brown (Nova Iorque, 1931) é um matemático estadunidense. Em 1966, ganhou o Prêmio Oswald Veblen de Geometria ao lado de Barry Mazur.